# Rycheza z Bergu
Rycheza z Bergu (zm. 27 września 1125 w klasztorze Reichenbach koło Ratyzbony) – hrabianka niemiecka i księżna czeska. 
Rycheza była córką Henryka, hrabiego Bergu. Jej siostra Zofia wyszła za czeskiego księcia Ottona II Czarnego, natomiast inna siostra Salomea z Bergu została żoną Bolesława Krzywoustego.
Rycheza poślubiła czeskiego księcia  Władysława I. Wywierała wpływ na męża. W 1115 skłoniła go do sprowadzenia mnichów z Zwiefalten do klasztoru w Kladrubach. W 1122 biskupem praskim został Menhart, który najprawdopodobniej należał do otoczenia księżnej Rychezy. W styczniu 1125 Władysław I ciężko zachorował. Rycheza nakłoniła męża do wyznaczenia swojego szwagra Ottona Czarnego na opiekuna swoich dzieci i następcę. Jednak pod wpływem matki Świętosławy i Ottona z Bambergu książę pojednał się z bratem Sobiesławem, co umożliwiło temu drugiemu objęcie tronu. Po śmierci męża Rycheza opuściła Czechy.
Rycheza z Bergu i Władysław I mieli czworo dzieci:
- Władysława II
- Dypolda I
- Henryka
- Swatawę (Ludgardę)

## Literatura
- Bláhová M., Frolík J., Profantová N., Velké dějiny zemí Koruny české, sv. 1, Praha-Litomyšl 1999.
- Žemlička J., Čechy v době knížecí (1034-1198) , Praha 1997.